# Решетников, Артур Валентинович
Артур Валентинович Решетников (рум. Artur Reșetnicov; род. 11 ноября 1975, Окница, Молдавская ССР, СССР) — молдавский политик, судья. Вице-председатель Парламента Республики Молдова (2011—2012), директор Службы информации и безопасности Республики Молдова (2007—2009).

## Биография
Артур Решетников родился 11 ноября 1975 года в городе Окница. Окончил юридический факультет Государственного университета Молдовы. После окончания университета Решетников работал на факультете права Государственного университета Молдовы (1997—2001), работая параллельно и в качестве адвоката (с 1998).
8 ноября 2001 года указом Президента Республики Молдова Артур Решетников был назначен начальником Общего управления Аппарата Президента Республики Молдова, советником Президента по правовым вопросам. Занимал эту должность до 14 июня 2002 года.
14 июня 2002 года указом Президента Республики Молдова, Артур Решетников был назначен начальником Управления права и публичных отношений Аппарата Президента Республики Молдова, советником Президента по правовым вопросам. Занимал эту должность до 2 ноября 2007 года.
1 ноября 2007 года решением Парламента Республики Молдова (голосованием депутатов ПКРМ и ХДНП), Решетников был назначен директором Службы информации и безопасности Республики Молдова сроком на пять лет. Занимал эту должность до 11 сентября 2009 года.
По результатам выборов 28 ноября 2010 года Артур Решетников был избран депутатом Парламента Республики Молдова по спискам Партии коммунистов Республики Молдова.
28 октября 2011 года Решетников, голосами депутатов ПКРМ И ДПМ, был избран вице-председателем Парламента Республики Молдова.
6 марта 2012 года было включено в повестку дня парламента о снятии с должности вице-председателя парламента Артура Решетникова. Голосами 58 депутатов парламента Решетников был смещён с поста вице-председателя парламента. Сам Артур Решетников, комментируя решение парламента, заявил, что никакого удовольствия сидеть в президиуме законодательного органа у него не было, так как нынешний состав парламента, по его словам, нелегитимен.
12 декабря 2018 года назначен судьёй Конституционного суда Республики Молдова.
26 июня 2019 года весь состав Конституционного суда Республики Молдова ушёл в отставку. Президент Республики Молдова Игорь Додон и премьер-министр страны Майя Санду приветствовали «долгожданное» решение судей, «дискредитировавших КС и опозоривших Молдову», и пообещали, что новый Конституционный суд Республики Молдова будет независимым.

## Семья
Артур Решетников женат, имеет сыновей Никиту и Роберта, дочь Миранду.

## Награды
- Медаль «МПА СНГ. 25 лет» (27 марта 2017 года, Межпарламентская ассамблея СНГ) — за заслуги в деле развития и укрепления парламентаризма, за вклад в развитие и совершенствование правовых основ функционирования Содружества Независимых Государств, укрепление международных связей и межпарламентского сотрудничества[8]